# Antonio Camilo Bautista Jariz
Antonio Camilo Bautista Jariz (Sehuerachi, Guachochi, Chihuahua, 1930) es un músico rarámuri quien ha preservado la tradición de tocar el chapareque.

## Semblanza biográfica
En su tierra natal es conocido con el alias de El Chapareque, precisamente por ser el instrumento musical que toca, el cual es un arco elaborado con un  quiote curvo de maguey al que se le colocan dos o tres cuerdas metálicas (antiguamente las cuerdas se hacían con tripas de zorro o zorrillo) siendo la cavidad bucal del ejecutante la única caja de resonancia. El instrumento era empleado por los rarámuris en rezos y ceremonias previas a la cacería de venados, debido a que esta práctica ha ido desapareciendo, el uso del chapareke es prácticamente nulo en la comunidad. 
En 1992 se publicó un artículo que mencionaba al instrumento y a su intérprete Antonio Camilo, a partir de entonces su actividad fue valorada por la comunidad cultural de Chihuahua. 
En 1994, recibió un homenaje por parte del Instituto Chihuahuense de la Cultura, quien lo reconoció como  guardián de la tradición musical del chapareke, en ese entonces se presentó por primera ocasión en el Museo de la Lealtad Republicana, Casa Juárez, aunque sufrió un ataque de pánico escénico antes del recital, fue convencido para tocar el instrumento ante el público. En 1999, además de realizar una gira estatal, se presentó en el Museo Nacional de Culturas Populares de la Ciudad de México. Desde entonces ha impartido talleres de chapareke a niños de comunidades rarámuris que viven en Ciudad Juárez.
En 2012 la Secretaría de Educación Pública el otorgó el Premio Nacional de Ciencias y Artes en el área de Artes y Tradiciones Populares, el cual le entregó el presidente de México.
En Chihuahua, el músico sólo ha grabado un audiocaset titulado Música tarahumara de chapareke, que incluye un texto introductorio del antropólogo Gustavo Palacio, el cual fue producido conjuntamente por los institutos Nacional de Bellas Artes y el Chihuahuense de la Cultura.